# Vasilij Alexejev
Vasilij Ivanovič Alexejev (rusky Василий Иванович Алексеев, 7. ledna 1942 Pokrovo-Šiškino, Rjazaňská oblast, Sovětský svaz - 25. listopadu 2011 Mnichov, Německo), byl ruský vzpěrač, soutěžící v supertěžké váze. Měřil 183 cm a vážil 160 kg. Stal se dvojnásobným olympijským vítězem, pokus získat v osmatřiceti letech třetí zlato na domácí olympiádě skončil jeho jedinou soutěžní porážkou: neměl ani jeden platný pokus. V roce 1992 byl trenérem vzpěračů Společenství nezávislých států na barcelonské olympiádě, jeho svěřenci vybojovali pět zlatých medailí.
Zpočátku se věnoval volejbalu a lehké atletice, ale kvůli problémům s udržením optimální váhy se nakonec rozhodl zaměřit na vzpírání. Od roku 1966 žil ve městě Šachty a trénoval v tamním klubu Trud pod vedením Rudolfa Pljukfeldera. V Šachtách je po něm pojmenována ulice, park a byla mu odhalena socha. Vladimir Vysockij mu věnoval skladbu Песня о штангисте (Píseň o vzpěrači). Byl známý pod přezdívkou Železný Vasil, jeho krédem bylo: „Mým úkolem je na jakémkoli závodě porazit sám sebe, zvednout více než dosud.“
V roce 1972 mu byl udělen Leninův řád. Od roku 1993 je členem Síně slávy Mezinárodní vzpěračské federace.

## Úspěchy
- Vzpírání na letních olympijských hrách: vítěz 1972, 1976
- Mistrovství světa ve vzpírání: vítěz 1970, 1971, 1973, 1974, 1975, 1977
- Mistrovství Evropy ve vzpírání: vítěz 1970, 1971, 1972, 1973, 1974, 1975, 1976, 1977, 1978
- Osmdesátkrát zlepšil světový rekord
- Je držitelem dosud platného rekordu ve zrušené disciplíně trojboj: 645 kg.